# MeWATCH
mewatch（舊稱toggle）是新傳媒私人有限公司旗下的OTT服務。

## 簡介
toggle在2013年正式啟用，並在2015年收購新傳媒與微軟共同製作的xinmsn。
2020年1月，「toggle」更名為「mewatch」。
除了新传媒旗下的全部电视频道的直播外，mewatch还提供各种免费或付费的直播、点播节目。另外，mewatch与beIN Sports、HBO等合作，推出直播频道等。以上内容仅限新加坡国内观看。